# Jošje (Kruševac)
Pour les articles homonymes, voir Jošje.
Jošje (en serbe cyrillique : Јошје) est un village de Serbie situé sur le territoire de la Ville de Kruševac, district de Rasina. Au recensement de 2011, il comptait 255 habitants.

## Démographie
| 1948 | 1953 | 1961 | 1971 | 1981 | 1991 | 2002 | 2011 |
| ---- | ---- | ---- | ---- | ---- | ---- | ---- | ---- |
| 472  | 494  | 438  | 443  | 410  | 360  | 291  | 255  |

|  |